# Hypomecis gnophosarium
Hypomecis gnophosarium là một loài bướm đêm trong họ Geometridae.